# Finlandia Trophy
Finlandia Trophy — международный турнир по фигурному катанию, организуемый Федерацией фигурного катания Финляндии. Соревнования традиционно проходят осенью. Первый турнир состоялся в 1995 году. За всё время существования он проходил в Хельсинки, Вантаа и Эспоо. Начиная с 2014 года является этапом серии «Челленджер» (CS).
Фигуристы выявляют победителей в мужском и женском одиночном катании, в парном катании и танцах на льду. На турнире 2012 года впервые были проведены соревнования среди команд синхронного фигурного катания.

## Медалисты

### Мужчины
| Год     | Город                                  | Золото                                 | Серебро                                | Бронза                                 |
| 1995    | Хельсинки                              | Игорь Пашкевич                         | Илья Кулик                             | Руслан Новосельцев                     |
| 1996    | Хельсинки                              | Шеперд Кларк                           | Сабольч Видраи                         | Энтони Лю                              |
| 1997    | Хельсинки                              | Алексей Ягудин                         | Олег Татауров                          | Евгений Плющенко                       |
| 1998    | Хельсинки                              | Дмитрий Дмитренко                      | Энтони Лю                              | Деймон Аллен                           |
| 1999    | Хельсинки                              | Роман Серов                            | Алексей Василевский                    | Джефф Лэнгдон                          |
| 2000    | Хельсинки                              | Евгений Плющенко                       | Ли Юньфэй                              | Станик Жанетт                          |
| 2001    | Хельсинки                              | Илья Климкин                           | Роман Серов                            | Георге Чипер                           |
| 2002    | Хельсинки                              | Андрей Влащенко                        | Георге Кипер                           | Илья Климкин                           |
| 2003    | Хельсинки                              | Георге Кипер                           | Джонни Вейр                            | Кристоффер Бернтссон                   |
| 2004    | Хельсинки                              | Фредерик Дамбье                        | Роман Серов                            | Марк-Андре Крейг                       |
| 2005    | Турнир не проводился                   | Турнир не проводился                   | Турнир не проводился                   | Турнир не проводился                   |
| 2006    | Вантаа                                 | Джереми Эбботт                         | Александр Успенский                    | Сергей Добрин                          |
| 2007    | Вантаа                                 | Томаш Вернер                           | Паркер Пеннингтон                      | Кевин ван дер Перрен                   |
| 2008    | Вантаа                                 | Такахито Мура                          | Шон Роджерс                            | Сергей Воронов                         |
| 2009    | Вантаа                                 | Дайсукэ Такахаси                       | Сергей Воронов                         | Стивен Кэрриер                         |
| 2010    | Вантаа                                 | Артур Гачинский                        | Кристоффер Бернтссон                   | Самуэль Контести                       |
| 2011    | Вантаа                                 | Такахито Мура                          | Дуглас Раццано                         | Мацей Цеплюха                          |
| 2012    | Эспоо                                  | Юдзуру Ханю                            | Ричард Дорнбуш                         | Хавьер Фернандес                       |
| 2013    | Эспоо                                  | Юдзуру Ханю                            | Сергей Воронов                         | Артур Гачинский                        |
| 2014 CS | Эспоо                                  | Сергей Воронов                         | Адам Риппон                            | Александр Петров                       |
| 2015 CS | Эспоо                                  | Константин Меньшов                     | Адам Риппон                            | Сергей Воронов                         |
| 2016 CS | Эспоо                                  | Нейтан Чен                             | Патрик Чан                             | Максим Ковтун                          |
| 2017 CS | Эспоо                                  | Цзинь Боян                             | Винсент Чжоу                           | Адам Риппон                            |
| 2018 CS | Эспоо                                  | Михаил Коляда                          | Чха Джунхван                           | Морис Квителашвили                     |
| 2019 CS | Эспоо                                  | Сёма Уно                               | Сота Ямамото                           | Роман Садовский                        |
| 2020    | Турнир отменён из-за пандемии COVID-19 | Турнир отменён из-за пандемии COVID-19 | Турнир отменён из-за пандемии COVID-19 | Турнир отменён из-за пандемии COVID-19 |
| 2021 CS | Эспоо                                  | Джейсон Браун                          | Михаил Коляда                          | Дмитрий Алиев                          |
| 2022 CS | Эспоо                                  | Чха Джунхван                           | Морис Квителашвили                     | Андреас Нордебекк                      |
| 2023 CS | Эспоо                                  | Као Миура                              | Сюн Сато                               | Александр Селевко                      |

### Женщины
| Год     | Город                                  | Золото                                 | Серебро                                | Бронза                                 |
| 1995    | Хельсинки                              | Елена Иванова                          | Зузанна Швед                           | Елена Соколова                         |
| 1996    | Хельсинки                              | Мария Бутырская                        | Юлия Воробьёва                         | Елена Соколова                         |
| 1997    | Хельсинки                              | Ирина Слуцкая                          | Юлия Лаутова                           | Кристина Цако                          |
| 1998    | Хельсинки                              | Елена Соколова                         | Виктория Волчкова                      | Юлия Лавренчук                         |
| 1999    | Хельсинки                              | Елена Соколова                         | Елена Ляшенко                          | Летисия Юбер                           |
| 2000    | Хельсинки                              | Елена Соколова                         | Елена Ляшенко                          | Летисия Юбер                           |
| 2001    | Хельсинки                              | Саша Коэн                              | Алиса Дрей                             | Виктория Волчкова                      |
| 2002    | Хельсинки                              | Сусанна Пёукиё                         | Татьяна Басова                         | Алиса Дрей                             |
| 2003    | Хельсинки                              | Сусанна Пёукиё                         | Алиса Дрей                             | Мириам Мансано                         |
| 2004    | Хельсинки                              | Сусанна Пёукиё                         | Алиса Дрей                             | Элина Кеттунен                         |
| 2005    | Турнир не проводился                   | Турнир не проводился                   | Турнир не проводился                   | Турнир не проводился                   |
| 2006    | Вантаа                                 | Киира Корпи                            | Сусанна Пёукиё                         | Юлия Шебештьен                         |
| 2007    | Вантаа                                 | Енни Вяхямаа                           | Сусанна Пёукиё                         | Каролина Костнер                       |
| 2008    | Вантаа                                 | Акико Судзуки                          | Лаура Лепистё                          | Сара Мейер                             |
| 2009    | Вантаа                                 | Алёна Леонова                          | Лаура Лепистё                          | Киира Корпи                            |
| 2010    | Вантаа                                 | Акико Судзуки                          | Киира Корпи                            | Алёна Леонова                          |
| 2011    | Вантаа                                 | Софья Бирюкова                         | Елена Глебова                          | Алиса Миконсаари                       |
| 2012    | Эспоо                                  | Юлия Липницкая                         | Киира Корпи                            | Мирай Нагасу                           |
| 2013    | Эспоо                                  | Юлия Липницкая                         | Акико Судзуки                          | Елизавета Туктамышева                  |
| 2014 CS | Эспоо                                  | Елизавета Туктамышева                  | Саманта Сесарио                        | Рика Хонго                             |
| 2015 CS | Эспоо                                  | Рика Хонго                             | Юлия Липницкая                         | Йоши Хельгессон                        |
| 2016 CS | Эспоо                                  | Кэйтлин Осмонд                         | Мао Асада                              | Анна Погорилая                         |
| 2017 CS | Эспоо                                  | Мария Сотскова                         | Каролина Костнер                       | Елизавета Туктамышева                  |
| 2018 CS | Эспоо                                  | Елизавета Туктамышева                  | Элизабет Турсынбаева                   | Вивека Линдфорс                        |
| 2019 CS | Эспоо                                  | Алёна Косторная                        | Елизавета Туктамышева                  | Юхана Ёкои                             |
| 2020    | Турнир отменён из-за пандемии COVID-19 | Турнир отменён из-за пандемии COVID-19 | Турнир отменён из-за пандемии COVID-19 | Турнир отменён из-за пандемии COVID-19 |
| 2021 CS | Эспоо                                  | Камила Валиева                         | Елизавета Туктамышева                  | Алёна Косторная                        |
| 2022 CS | Эспоо                                  | Ким Йерим                              | Ким Чхэён                              | Анастасия Губанова                     |
| 2023 CS | Эспоо                                  | Ким Йерим                              | Ринка Ватанабэ                         | Анастасия Губанова                     |

### Парное катание
| Год        | Город                                          | Золото                                         | Серебро                                        | Бронза                                         |
| 1995— 2001 | Соревнования по парному катанию не проводились | Соревнования по парному катанию не проводились | Соревнования по парному катанию не проводились | Соревнования по парному катанию не проводились |
| 2002       | Хельсинки                                      | Татьяна Чуваева / Дмитрий Паламарчук           | Виктория Борзенкова / Андрей Чувиляев          | Марси Хинцман / Стив Хартселл                  |
| 2003       | Хельсинки                                      | Утако Вакамацу / Жан-Себастьен Фекто           | Паскаль Бержерон / Роб Дэвисон                 | Марси Хинцман / Аарон Паркем                   |
| 2004       | Соревнования по парному катанию не проводились | Соревнования по парному катанию не проводились | Соревнования по парному катанию не проводились | Соревнования по парному катанию не проводились |
| 2005       | Турнир не проводился                           | Турнир не проводился                           | Турнир не проводился                           | Турнир не проводился                           |
| 2006       | Соревнования по парному катанию не проводились | Соревнования по парному катанию не проводились | Соревнования по парному катанию не проводились | Соревнования по парному катанию не проводились |
| 2007       | Вантаа                                         | Мария Мухортова / Максим Траньков              | Андреа Бест / Тревор Янг                       | Мари Фартман / Флориан Юст                     |
| 2008— 2015 | Соревнования по парному катанию не проводились | Соревнования по парному катанию не проводились | Соревнования по парному катанию не проводились | Соревнования по парному катанию не проводились |
| 2016 CS    | Эспоо                                          | Меган Дюамель / Эрик Рэдфорд                   | Кристина Астахова / Алексей Рогонов            | Мари Фартман / Рюбен Бломмарт                  |
| 2017 CS    | Эспоо                                          | Пэн Чэн / Цзинь Ян                             | Николь Делла Моника / Маттео Гуаризе           | Ксения Столбова / Фёдор Климов                 |
| 2018 CS    | Эспоо                                          | Евгения Тарасова / Владимир Морозов            | Кирстен Мур-Тауэрс / Майкл Маринаро            | Александра Бойкова / Дмитрий Козловский        |
| 2019 CS    | Эспоо                                          | Анастасия Мишина / Александр Галлямов          | Алиса Ефимова / Александр Коровин              | Любовь Илюшечкина / Чарли Билодо               |
| 2020       | Турнир отменён из-за пандемии COVID-19         | Турнир отменён из-за пандемии COVID-19         | Турнир отменён из-за пандемии COVID-19         | Турнир отменён из-за пандемии COVID-19         |
| 2021 CS    | Эспоо                                          | Анастасия Мишина / Александр Галлямов          | Евгения Тарасова / Владимир Морозов            | Эшли Кейн-Гриббл / Тимоти Ледюк                |
| 2022 CS    | Эспоо                                          | Анника Хокке / Роберт Кункель                  | Алиса Ефимова / Рюбен Бломмарт                 | Брук Макинтош / Бенджамин Мимар                |
| 2023 CS    | Эспоо                                          | Элли Кам / Дэнни О’Ши                          | Ребекка Гиларди / Филиппо Амброзини            | Мария Павлова / Алексей Святченко              |

### Танцы на льду
| Год        | Город                                         | Золото                                        | Серебро                                       | Бронза                                        |
| 1995       | Хельсинки                                     | Сильвия Новак / Себастьян Коласиньский        | Елизавета Стекольникова / Дмитрий Казарлыга   | Элисон Маклин / Конрад Шауб                   |
| 1996       | Хельсинки                                     | Анна Семенович / Владимир Фёдоров             | Екатерина Свирина / Владимир Лелюх            | Ивона Филипович / Михал Шумский               |
| 1997       | Хельсинки                                     | Анна Семенович / Владимир Фёдоров             | Екатерина Давыдова / Роман Костомаров         | Ивона Филипович / Михал Шумский               |
| 1998       | Хельсинки                                     | Албена Денкова / Максим Ставиский             | Оксана Подтыкова / Денис Петухов              | Ангелика Фюринг / Бруно Эллингер              |
| 1999       | Хельсинки                                     | Албена Денкова / Максим Ставиский             | Федерика Файелла / Лучано Мило                | Оксана Подтыкова / Денис Петухов              |
| 2000       | Хельсинки                                     | Албена Денкова / Максим Ставиский             | Наталья Романюта / Даниил Баранцев            | Марика Хамфрис / Виталий Баранов              |
| 2001       | Хельсинки                                     | Албена Денкова / Максим Ставиский             | Марика Хамфрис / Виталий Баранов              | Шанталь Лефевр / Джастин Ланнинг              |
| 2002       | Соревнования по танцам на льду не проводились | Соревнования по танцам на льду не проводились | Соревнования по танцам на льду не проводились | Соревнования по танцам на льду не проводились |
| 2003       | Хельсинки                                     | Албена Денкова / Максим Ставиский             | Оксана Домнина / Максим Шабалин               | Памела О’Коннор / Джонатон О’Догерти          |
| 2004       | Соревнования по танцам на льду не проводились | Соревнования по танцам на льду не проводились | Соревнования по танцам на льду не проводились | Соревнования по танцам на льду не проводились |
| 2005       | Турнир не проводился                          | Турнир не проводился                          | Турнир не проводился                          | Турнир не проводился                          |
| 2006— 2007 | Соревнования по танцам на льду не проводились | Соревнования по танцам на льду не проводились | Соревнования по танцам на льду не проводились | Соревнования по танцам на льду не проводились |
| 2008       | Вантаа                                        | Шинед Керр / Джон Керр                        | Анастасия Платонова / Александр Грачёв        | Кристина Горшкова / Виталий Бутиков           |
| 2009       | Вантаа                                        | Шинед Керр / Джон Керр                        | Анастасия Платонова / Александр Грачёв        | Алла Бекназарова / Владимир Зуев              |
| 2010       | Вантаа                                        | Натали Пешала / Фабьян Бурза                  | Нора Хоффманн / Максим Завозин                | Кристина Горшкова / Виталий Бутиков           |
| 2011       | Вантаа                                        | Тесса Вертью / Скотт Моир                     | Майя Шибутани / Алекс Шибутани                | Мэдисон Чок / Эван Бейтс                      |
| 2012       | Эспоо                                         | Екатерина Боброва / Дмитрий Соловьёв          | Анна Каппеллини / Лука Ланотте                | Мэдисон Хаббелл / Закари Донохью              |
| 2013       | Эспоо                                         | Тесса Вертью / Скотт Моир                     | Мэдисон Чок / Эван Бейтс                      | Юстина Плютовская / Петер Гербер              |
| 2014 CS    | Эспоо                                         | Александра Степанова / Иван Букин             | Нелли Жиганшина / Александер Гажи             | Анастасия Каннуссио / Колин Макманус          |
| 2015 CS    | Эспоо                                         | Кейтлин Уивер / Эндрю Поже                    | Изабелла Тобиас / Илья Ткаченко               | Лоранс Фурнье-Бодри / Николай Сёренсен        |
| 2016 CS    | Эспоо                                         | Александра Степанова / Иван Букин             | Мэдисон Хаббелл / Закари Донохью              | Тиффани Загорски / Джонатан Гурейро           |
| 2017 CS    | Эспоо                                         | Габриэла Пападакис / Гийом Сизерон            | Александра Степанова / Иван Букин             | Лоранс Фурнье-Бодри / Николай Сёренсен        |
| 2018 CS    | Эспоо                                         | Александра Степанова / Иван Букин             | Оливия Смарт / Адрия Диас                     | Мари-Жад Лорио / Ромен Ле Гак                 |
| 2019 CS    | Эспоо                                         | Мэдисон Чок / Эван Бейтс                      | Ван Шиюэ / Лю Синьюй                          | Бетина Попова / Сергей Мозгов                 |
| 2020       | Турнир отменён из-за пандемии COVID-19        | Турнир отменён из-за пандемии COVID-19        | Турнир отменён из-за пандемии COVID-19        | Турнир отменён из-за пандемии COVID-19        |
| 2021 CS    | Эспоо                                         | Габриэла Пападакис / Гийом Сизерон            | Мэдисон Чок / Эван Бейтс                      | Лайла Фир / Льюис Гибсон                      |
| 2022 CS    | Эспоо                                         | Лоранс Фурнье-Бодри / Николай Сёренсен        | Кейтлин Хавайек / Жан-Люк Бэйкер              | Юлия Турккила / Маттиас Верслуйс              |
| 2023 CS    | Эспоо                                         | Юлия Турккила / Маттиас Верслуйс              | Кристина Каррейра / Энтони Пономаренко        | Лоранс Фурнье-Бодри / Николай Сёренсен        |